# Operophtera peninsularis
Operophtera peninsularis là một loài bướm đêm trong họ Geometridae.